# Beasain
Beasain – miasto w północnej Hiszpanii w regionie Kraju Basków, w odległości 42 km od San Sebastián. Jest w dużej mierze miasto bardzo zindustrializowane. Swą siedzibę ma tu m.in.: hiszpańska firma produkująca tabor kolejowy CAF S.A., znajdują się tu również fabryki produkujące generatory i pompy głębinowe (Indar Máquinas Eléctricas).